# Searching for Solace
Searching for Solace es el sexto álbum de estudio de la banda estadounidense de metalcore The Ghost Inside. Fue lanzado digitalmente el 19 de abril de 2024 a través de Epitaph Records, con un lanzamiento físico programado para el 7 de junio. El álbum fue producida por Dan Braunstein (Spiritbox, Dayseeker), Cody Quistad (Wage War), Carson Slovak y Grant McFarland (August Burns Red, Bloodywood) siendo el primer álbum de The Ghost Inside con más de un productor. 

## Antecedentes y grabación
El bajista Jim Riley explicó: "Fue fantástico acudir a una persona como Dan Braunstein, que conoce a la banda desde hace 15 años, y decirle: 'Me encanta lo que habéis estado haciendo y esto es lo que veo como el siguiente paso, o estar en una habitación con alguien como Cody de Wage War y decirle: 'Me encanta vuestra banda, ojalá hicieran algo como esto'. Empezar a escribir una canción con esos chicos de ese lugar fue... fue realmente genial, fue realmente liberador y creo que también añadió al alcance que tiene este disco".
Las canciones del álbum tratan líricamente sobre el aislamiento inducido por COVID, "el dolor, la pérdida y la tristeza desgarradora que conlleva perder a alguien cercano a ti". La canción "Cityscapes" fue escrita en memoria del padre del vocalista Jonathan Vigil, quien murió durante la gira australiana de la banda en 2012. Vigil dijo: "Se trata del día en que perdí a mi padre y resultó que estaba en Australia. Recuerdo mirar afuera de la ventana de mi hotel, mirando el horizonte de Brisbane, el paisaje urbano de Brisbane, llorando, sin saber qué hacer y sintiéndome tan perdido".

## Lanzamiento y promoción
The Ghost Inside comienza a lanzar su primer material nuevo en tres años, con el primer sencillo del álbum, "Earn It", lanzado el 10 de julio de 2023. El segundo sencillo del álbum, "Death Grip", fue lanzado el 7 de noviembre.
El 5 de febrero de 2024, la banda lanzó el tercer sencillo "Wash It Away" y anunció los detalles de Searching for Solace, incluida su fecha de lanzamiento el 19 de abril. El último sencillo previo al lanzamiento del álbum, "Split", se lanzó el 19 de marzo de 2024.
En apoyo del álbum, la banda se embarcó en una gira por Estados Unidos de abril a mayo de 2024, con las bandas Paleface Swiss, Bleed from Within y Great American Ghost. The Ghost Inside también ha planeado una gira europea prevista para octubre y noviembre. También han sido anunciados junto con las bandas State Champs y The Blackout para actuar con otras bandas en el Slam Dunk Festival el 25 y 26 de mayo.

## Lista de canciones
Todas las canciones escritas y compuestas por The Ghost Inside. 
| N.º | Título         | Duración |  |
| 1.  | «Going Under»  | 3:30     |  |
| 2.  | «Death Grip»   | 3:00     |  |
| 3.  | «Light Years»  | 3:24     |  |
| 4.  | «Secret»       | 3:07     |  |
| 5.  | «Split»        | 3:11     |  |
| 6.  | «Wash It Away» | 3:34     |  |
| 7.  | «Cityscapes»   | 3:29     |  |
| 8.  | «Earn It»      | 3:06     |  |
| 9.  | «Wrath»        | 3:34     |  |
| 10. | «Reckoning»    | 3:47     |  |
| 11. | «Breathless»   | 3:33     |  |

## Personal
The Ghost Inside
- Jonathan Vigil - voz principal
- Zach Johnson - guitarra principal, coros
- Chris Davis - guitarra rítmica, coros
- Jim Riley - bajo, coros
- Andrew Tkaczyk - batería, percusión